# Barbès – Rochechouart (Métro Paris)

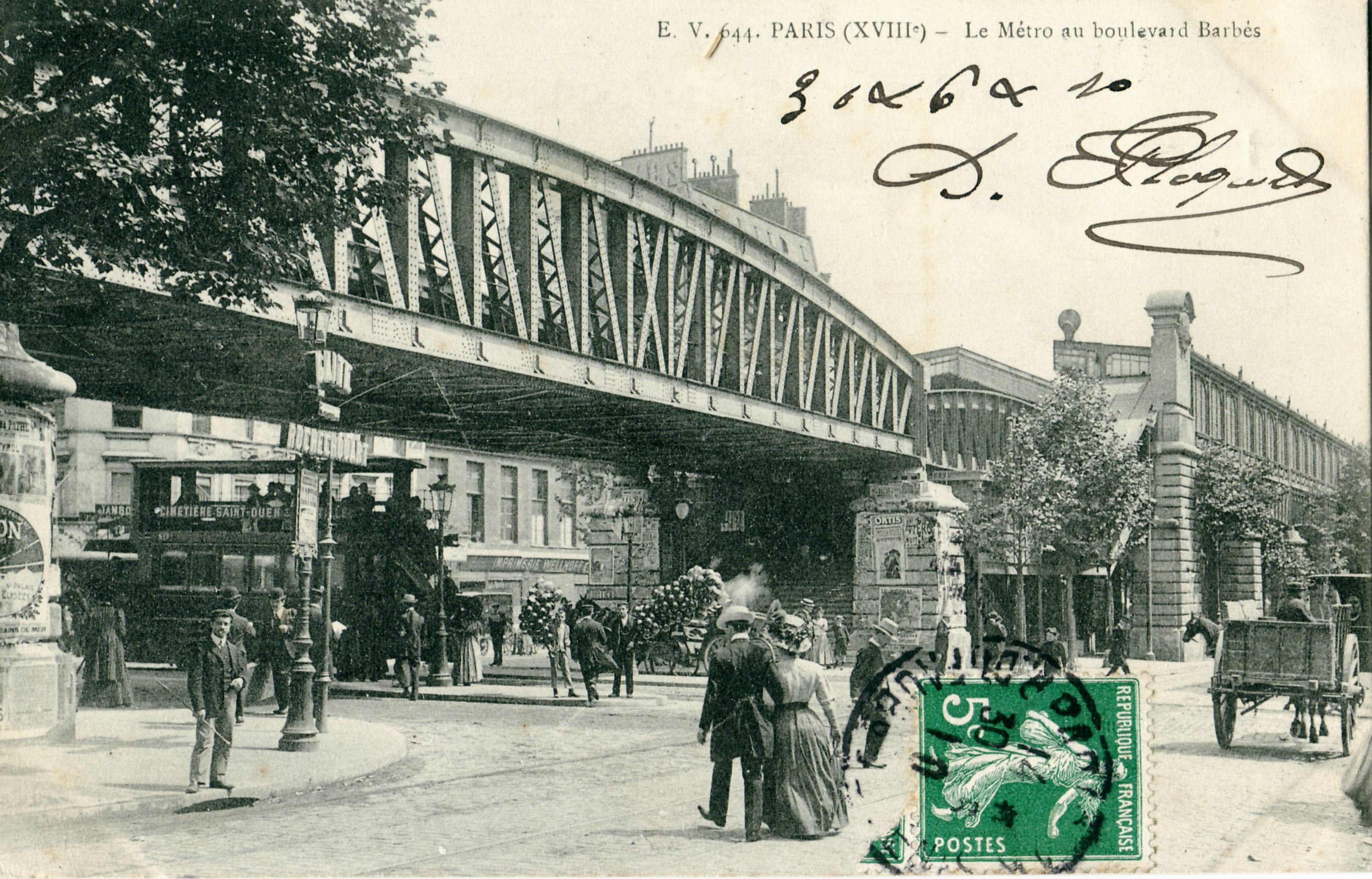
Hochbahnhof der Linie 2 mit ursprünglicher Bahnsteigbreite, um 1910

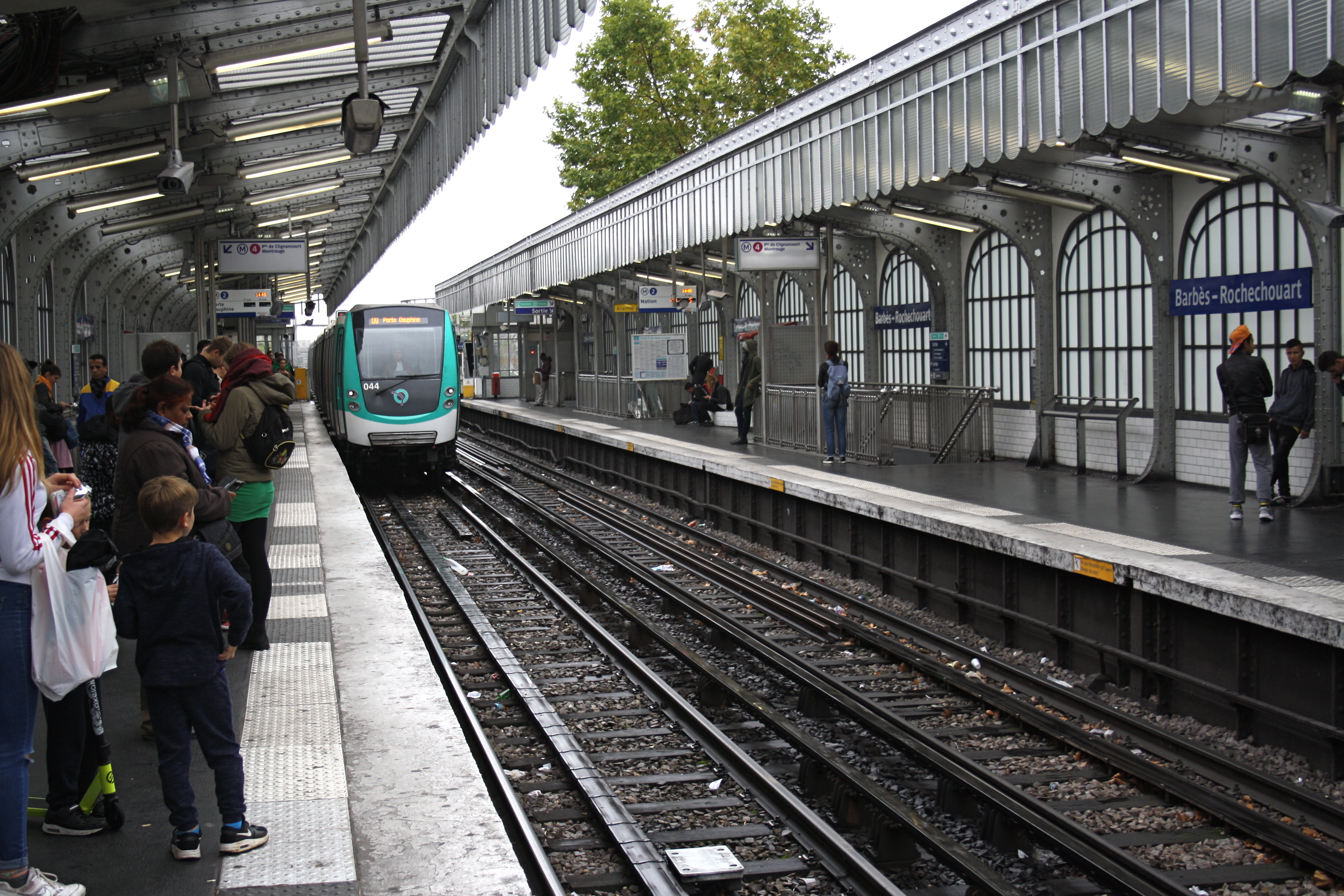
Station der Linie 2 mit Zug der Baureihe MF 01

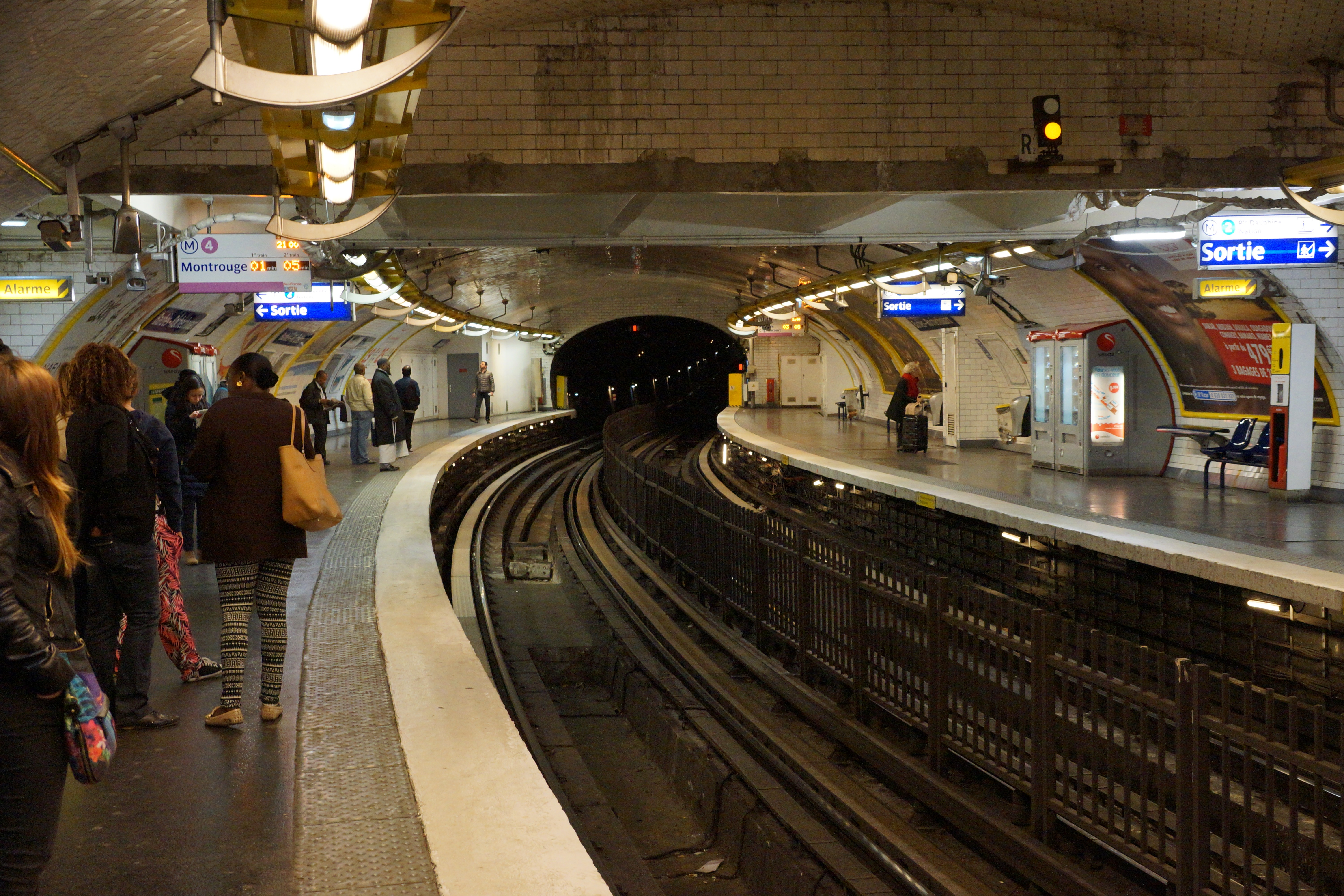
Station der Linie 4, über den Gleisen kreuzt die Verteilerebene

Barbès – Rochechouart [baʁbɛs ʁɔʃ(ə)ʃwaʁ] ist ein Umsteigebahnhof der Pariser Métro. Er wird von den Linien 2 und 4 bedient. Vor 1907 trug er den Namen „Boulevard Barbès“.

## Lage
Der U-Bahnhof befindet sich am südöstlichen Rand des Montmartre, an der Grenze des Quartier de Rochechouart des 9. Arrondissements mit dem Quartier Saint-Vincent-de-Paul des 10. Arrondissements sowie den Quartiers de Clignancourt und de la Goutte d’Or des 18. Arrondissements von Paris. Die Station der Linie 2 liegt als Hochbahnhof über dem Mittelstreifen des Boulevard de la Chapelle östlich der Kreuzung mit dem Straßenzug Boulevard Barbès – Boulevard de Magenta. In der Achse dieses Straßenzugs liegt unter der genannten Kreuzung die unterirdische Station der Linie 4.

## Name
Namengebend sind die anliegenden Straßen Boulevard Barbès und Boulevard de Rochechouart. Armand Barbès war ein revolutionärer französischer Republikaner während des Aufstands gegen König Ludwig Philipp und in der Februarrevolution von 1848. Marguerite de Rochechouart war Äbtissin der 1790 geschlossenen Benediktinerinnenabtei Montmartre.

## Geschichte
Am 31. Januar 1903 wurde die östliche Verlängerung der Linie 2 von Anvers nach Bagnolet (seit 1970: Alexandre Dumas) in Betrieb genommen. Die Station der Linie 2 wurde am 26. März 1903 eröffnet, bis dahin fuhren die Züge ohne Halt durch.
Die Eröffnung der Station der Linie 4 erfolgte am 21. April 1908, als deren erster Abschnitt von Porte de Clignancourt bis Châtelet eröffnet wurde.

## Beschreibung

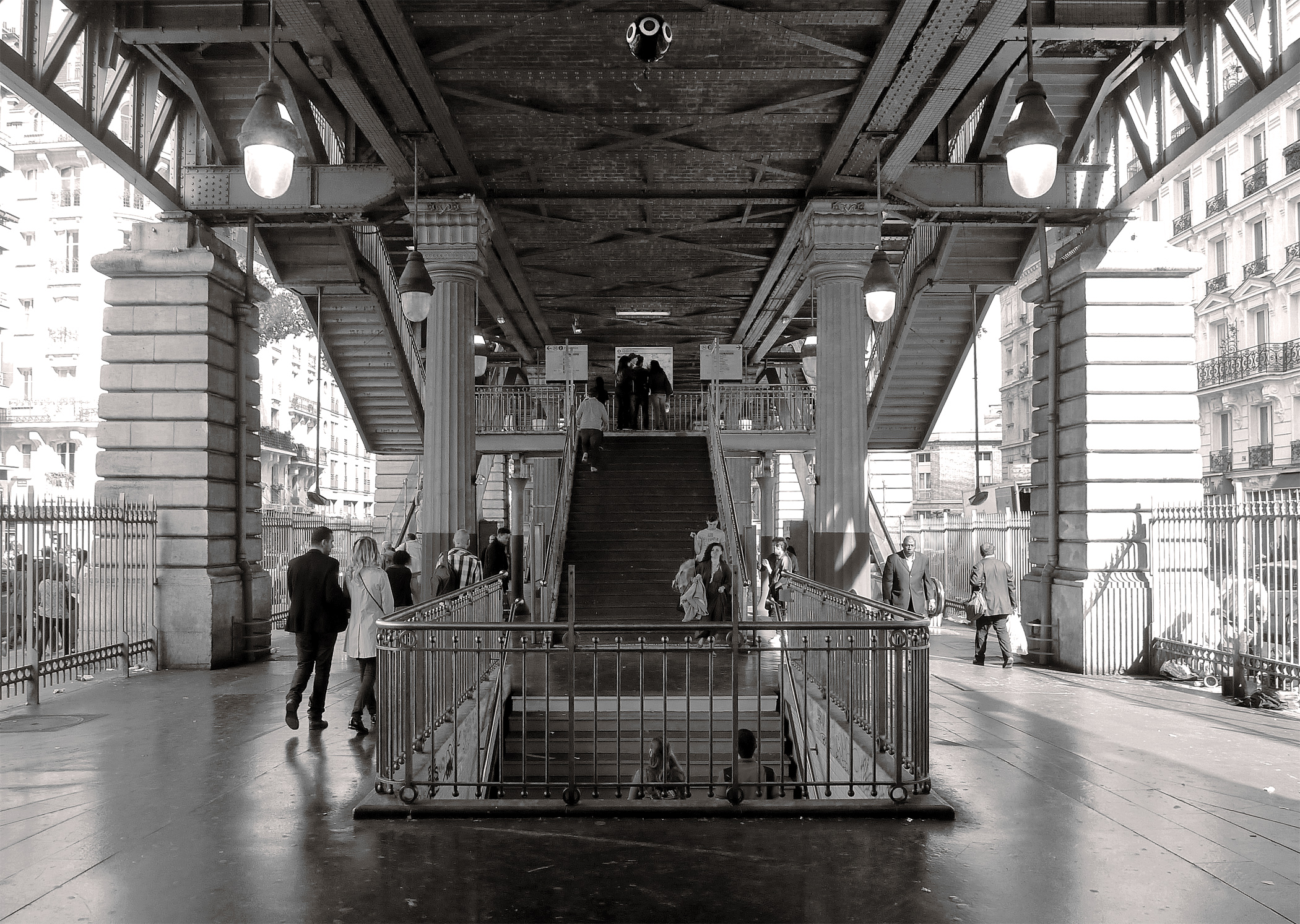
Treppenanlage unter der Hochbahnstation

Beide Stationen weisen Seitenbahnsteige an jeweils zwei Streckengleisen auf. Der Hochbahnhof der Linie 2 liegt über der Erde am westlichen Beginn einer 2,2 Kilometer langen Viaduktstrecke. Der Aufbau dieser Station entspricht weitgehend dem der anderen Bahnhöfe in Hochlage der Linie 2. Die Station ist 75 m lang und hat 4,10 m breite Seitenbahnsteige an zwei parallelen Streckengleisen. Am westlichen Stationsende wurden die Bahnsteige nachträglich beiderseits auf ca. 20 m Länge verbreitert.
Zwei Längsträger, die jeweils auf einer Reihe von eisernen Säulen aufliegen, tragen das Gleisbett und die Innenkanten der Bahnsteige. Deren Außenkanten und die Seitenwände ruhen auf zwei weiteren Längsträgern, die von gemauerten Pfeilern gestützt werden. An den vier Ecken der Station ragt je ein Pfeiler aus Gestaltungsgründen über die Dachkanten hinaus. Die Bahnsteige sind in voller Länge überdacht, die Seitenwände sind verglast. Nach Westen hin schließt sich längs des Boulevard de Rochechouart eine Rampe zur im Tunnel gelegenen Station Anvers an.
Die Station der Linie 4 ist im Tunnel angelegt und leicht geneigt, sie kreuzt die Linie 2 nahezu rechtwinklig in einer Kurve. Ihr Querschnitt ist ellipsenförmig, die Seitenwände folgen der Krümmung der Ellipse. Decke und Wände sind weiß gefliest. Etwa in der Stationsmitte ist das Gewölbe von der Verteilerebene durchbrochen. Die Station war ursprünglich ebenfalls 75 m lang, Mitte der 1960er Jahre wurde sie auf 90 m verlängert und die Linie für den Einsatz von gummibereiften Zügen umgerüstet.
Die Zugänge zur Linie 2 liegen an der o. g. Kreuzung und an der Einmündung der Rue Guy Patin. Mittig unter der Hochbahnstation dienen Treppen, Rolltreppen und Aufzüge zum Umsteigen zwischen den beiden Linien. Im Mittelstreifen des Boulevard de Rochechouart existieren unter dem Hochbahnviadukt zwei weitere Zugänge zur unterirdischen Verteilerebene über der Station der Linie 4. Sie sind jeweils durch ein gelbes „M“ in einem Doppelkreis gekennzeichnet, nachdem das von Hector Guimard gestaltete Eingangsdekor 1987 abgebaut worden war.

## Fahrzeuge
Auf der Linie 2 verkehren konventionelle Züge, seit 2008 und mittlerweile ausschließlich der Baureihe MF 01. In den Anfangsjahren wurden zweiachsige Fahrzeuge eingesetzt, die später durch Fünf-Wagen-Züge der Sprague-Thomson ersetzt wurden. Letztere hielten sich bis 1981 auf der Linie, wobei es ab 1979 zu Mischbetrieb mit der Nachfolgebaureihe MF 67 kam.
Die Fahrzeuge der Linie 4 laufen auf mit Stickstoff gefüllten Gummireifen, Sechs-Wagen-Züge der Baureihe MP 59 ersetzten in den Jahren 1966 bis 1967 die Fünf-Wagen-Züge der „klassischen“ Bauart Sprague-Thomson. Seit 2011 verkehrt auf der Linie 4 die Baureihe MP 89 CC. Die Umstellung der Linie 4 auf fahrerlose Züge der Baureihen MP 89 CA, MP 05 und MP 14 hat am 12. September 2022 begonnen und soll bis Ende 2023 abgeschlossen sein.

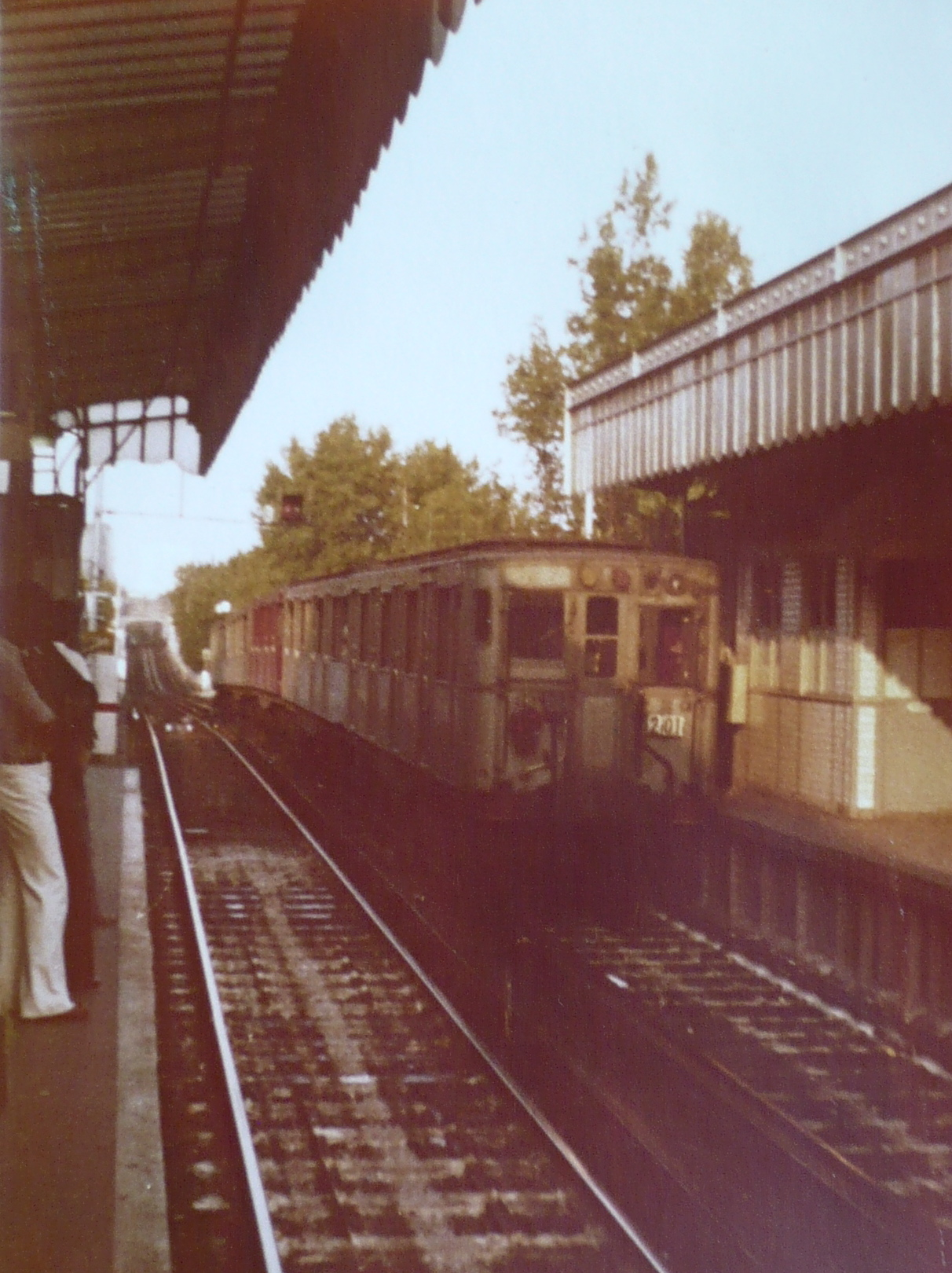
Zug der Bauart Sprague-Thomson verlässt die Station der Linie 2 in Richtung Nation, 1977
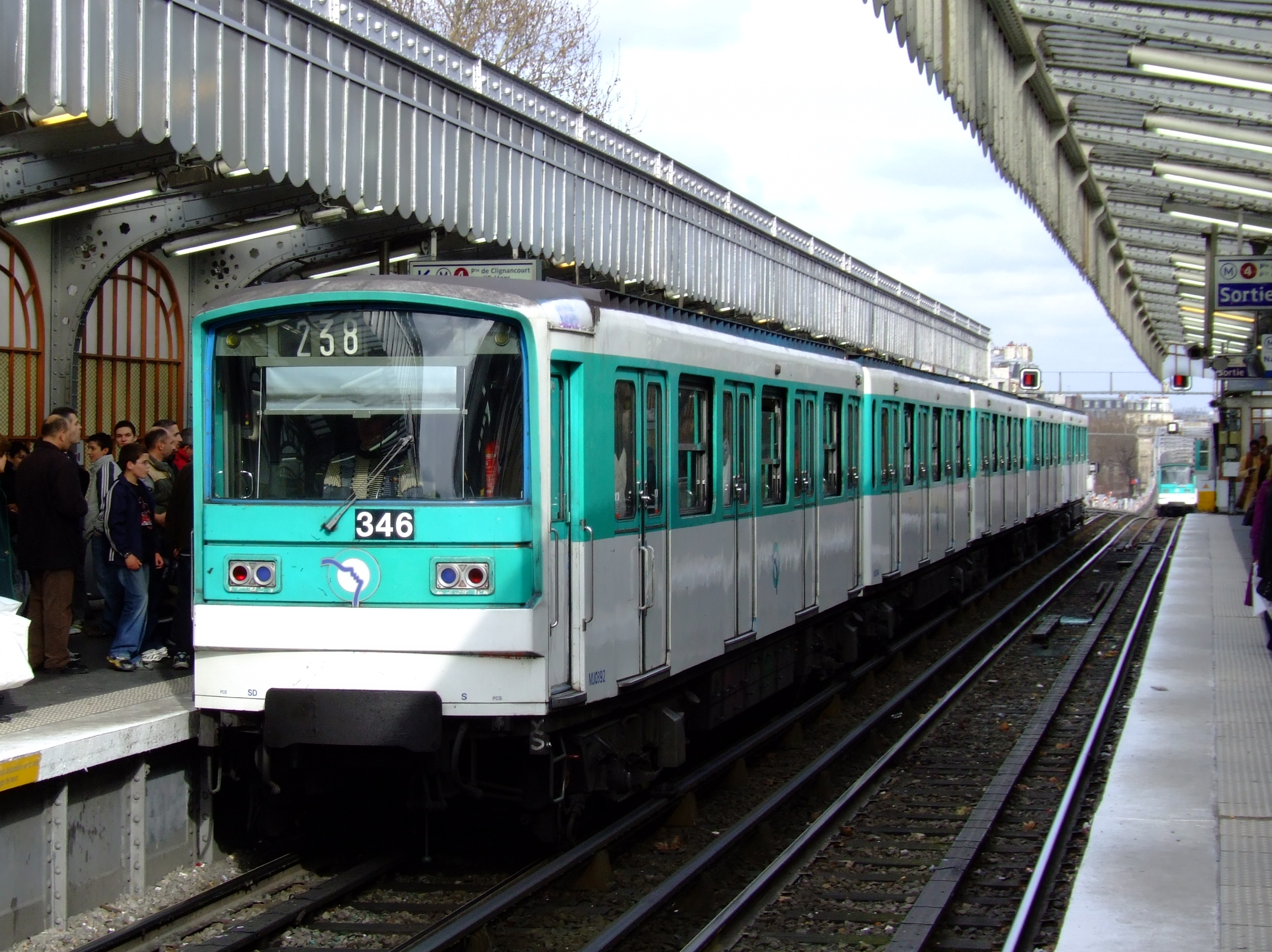
MF-67-Zug in der Hochbahnstation, 2008
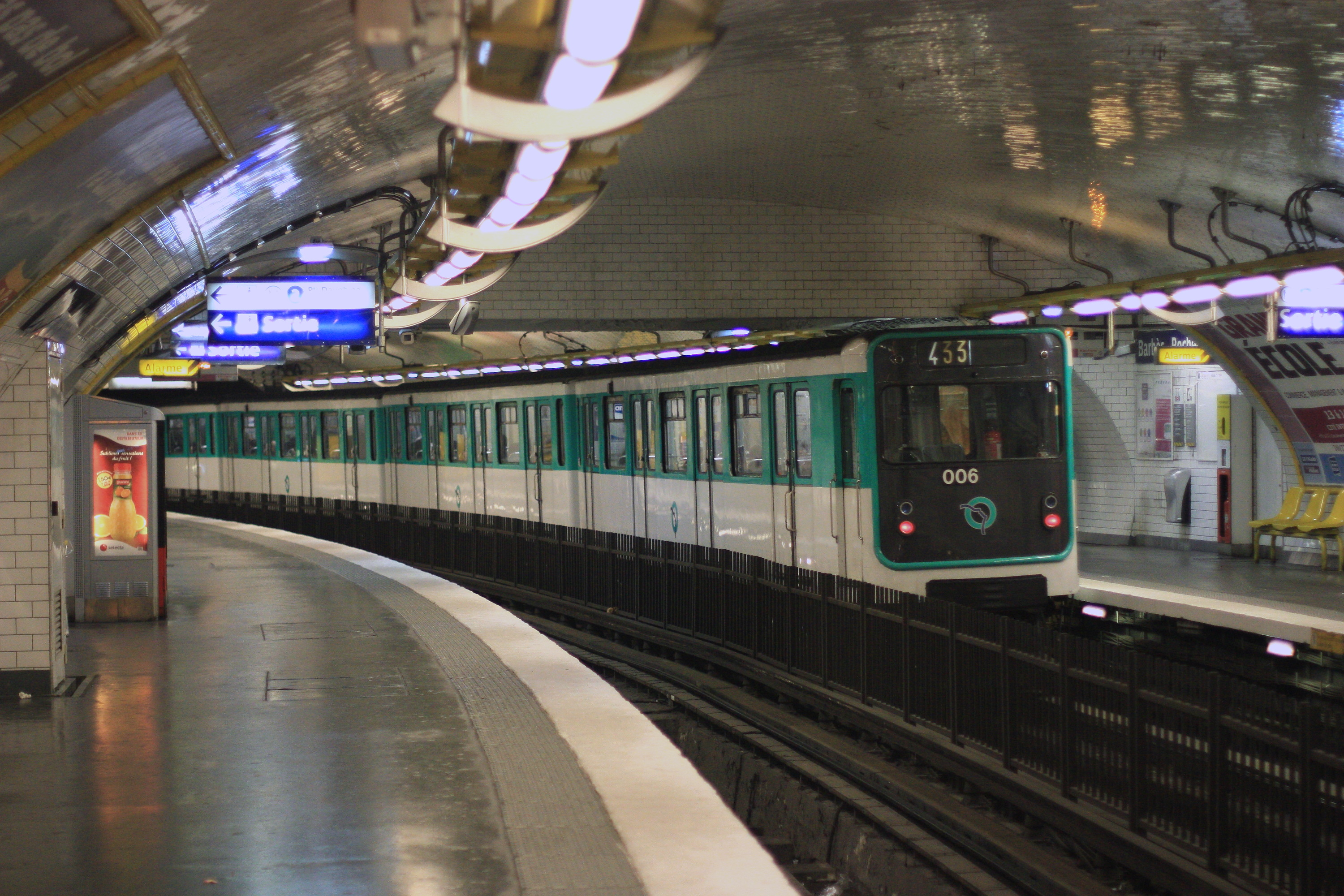
Station der Linie 4 mit einem Richtung Süden ausfahrenden gummibereiften Zug der Baureihe MP 59, 2010
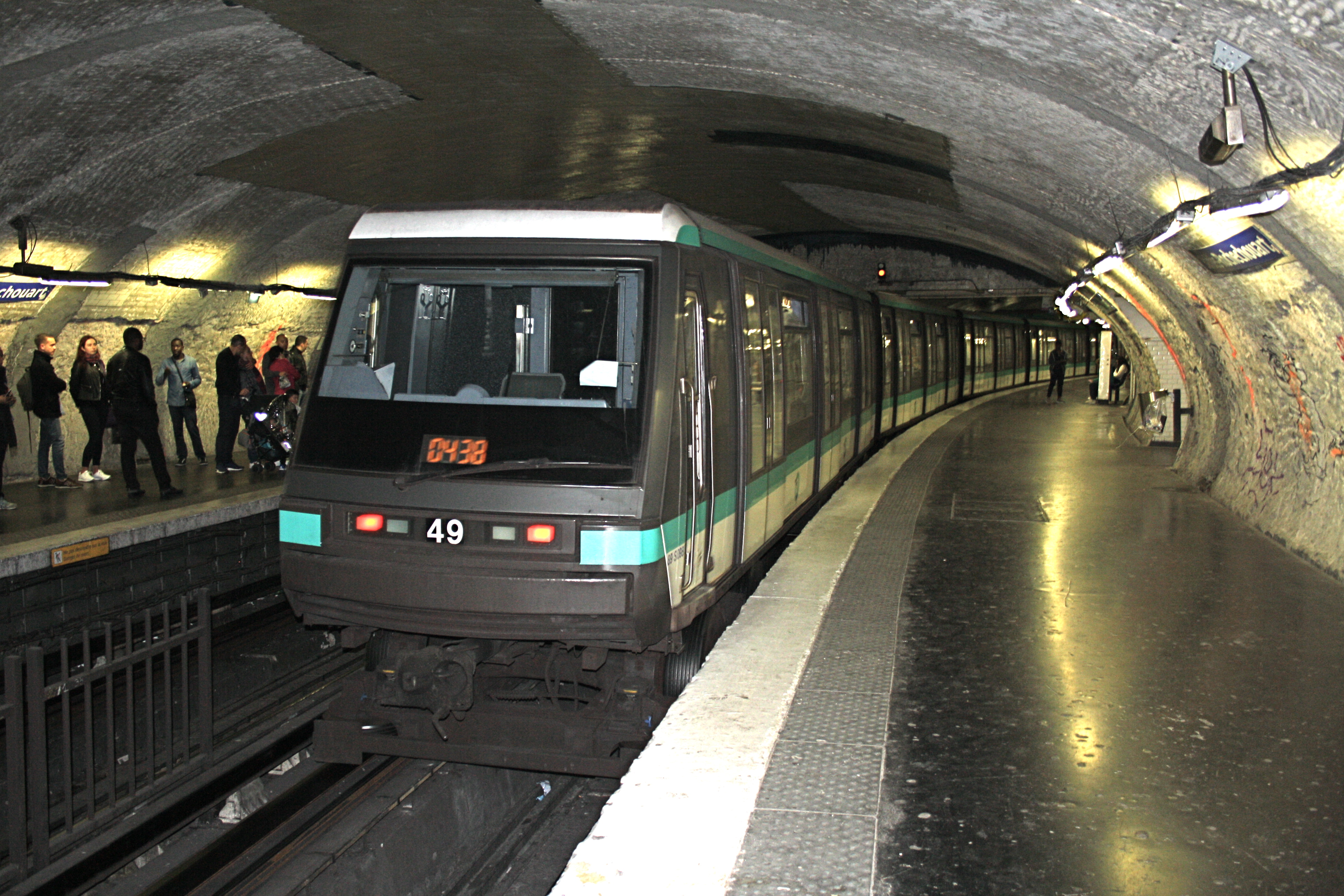
MP 89 CC in der Station der Linie 4 während deren Renovierung, 2017

## Sonstiges

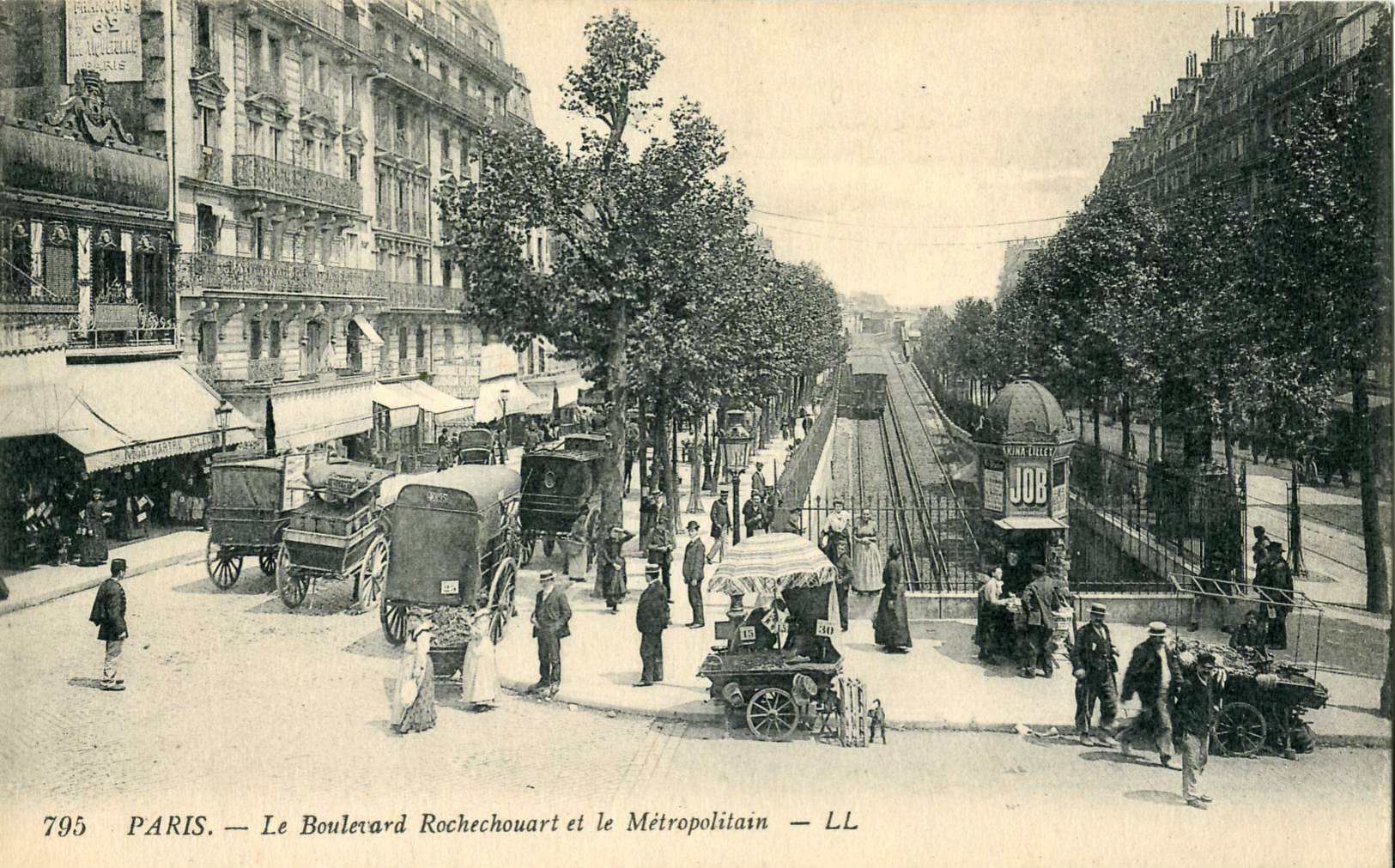
Rampe der Linie 2 in der Mitte des Boulevard de Rochechouart, im Hintergrund der Hochbahnhof, ca. 1910

Auf der Rampe zwischen den Stationen Anvers und Boulevard Barbès entstand am 10. August 1903 gegen 18:53 Uhr durch einen Kurzschluss in einem Fahrzeug ein Schwelbrand. Er löste die Katastrophe in den Bahnhöfen Couronnes und Ménilmontant aus, in deren Verlauf 84 Menschen starben.
Am 21. August 1941 erschoss der Résistancekämpfer Pierre Georges in der Station der Linie 4 den deutschen Offizieranwärter Alfons Moser. Diese Tat gilt als erstes Attentat auf die deutschen Besatzungstruppen in Frankreich im Zweiten Weltkrieg.